# جاك ديفيس (سياسي أمريكي)
جاك ديفيس (بالإنجليزية: Jack Davis)‏ هو سياسي أمريكي، ولد في 6 سبتمبر 1935 في شيكاغو في الولايات المتحدة، وتوفي في 4 فبراير 2018 في سبرينغفيلد في الولايات المتحدة بسبب خرف. حزبياً، نشط في الحزب الجمهوري. وقد انتخب عضو مجلس نواب إلينوي وانتخب عضو مجلس النواب الأمريكي.